# Saint-Jean-de-Thurigneux
Saint-Jean-de-Thurigneux is een gemeente in het Franse departement Ain (regio Auvergne-Rhône-Alpes) en telt 554 inwoners (1999). De oppervlakte bedraagt 16,3 km², de bevolkingsdichtheid is 34,0 inwoners per km².

## Demografie
Onderstaande figuur toont het verloop van het inwoneraantal van Saint-Jean-de-Thurigneux vanaf 1962.

Vanwege een beveiligingsprobleem met de MediaWiki Graph-software is het momenteel niet mogelijk deze grafiek weer te geven. Zodra de software is bijgewerkt zal de grafiek vanzelf weer zichtbaar worden.
Bron: Frans bureau voor statistiek. Cijfers inwoneraantal volgens de definitie 'population sans doubles comptes' (zie de gehanteerde definities)
1. ↑  Populations de référence 2022.